# Château du Grand-Pressigny
Le château du Grand-Pressigny est un château situé dans la commune du Grand-Pressigny, en France.

## Localisation
Le château est situé à 60 km au sud de Tours, dans la commune du Grand-Pressigny, en amont du village, surplombant ainsi la vallée de la Claise, dans le département d'Indre-et-Loire, en région Centre-Val de Loire.

## Description
Un premier château fut érigé au cours du XIIe siècle sur le site qui fut progressivement complété aux XVe et XVIe siècles et l'érection d'un château style Renaissance.
Ce dernier abrite aujourd'hui le musée de la Préhistoire du Grand-Pressigny.

## Histoire

### Les origines
Si la vallée de la Claise est mondialement réputée pour ses ateliers de taille de silex, à l'époque du Néolithique, la trace de la plus ancienne occupation humaine connue à proximité immédiate du château actuel est celle laissée par un habitat et du matériel épars datant de l'époque gallo-romaine.
La première mention de Pressigny dans les textes date du VIe siècle et figure dans la Vita sancti Nicetii de Grégoire de Tours. Le vicus Presciniacensis fait alors partie de la vicairie d'Abilly.
Le premier possesseur connu de Pressigny est le chapitre de chanoines de Saint-Martin de Tours dont attestent plusieurs actes impériaux et royaux en 774, 862 et 930 qui indiquent également que la propriété regroupe une chapelle, un domaine seigneurial et de nombreuses dépendances.

### La famille de Pressigny
Le premier seigneur connu est Guillaume de Pressigny et de Sainte-Maure qui a probablement commandé la construction du premier château de pierres sur le site. Son nom est attesté dans un acte de 1190. La situation géographique de ses fiefs de Pressigny et de Sainte-Maure le place au cœur des luttes entre les Plantagenêts devenus rois d'Angleterre et le roi de France. Guillaume de Pressigny a vraisemblablement pris le parti français puisque le 4 août 1202 le roi Jean sans Terre ordonne au sénéchal du Poitou de saisir ses terres et de raser ses forteresses. On ignore si l'ordre fut exécuté. Guillaume est fait chevalier banneret du roi Philippe Auguste en 1204.
Les successeurs de Guillaume Ier entreprennent d'importants travaux de fortification du site. Ces travaux prennent place dans la politique d'extension du domaine royal à l'époque de Saint Louis. À la même époque, la région, frontière entre les domaines du roi de France et ceux du roi d'Angleterre (duché d'Aquitaine), se couvre de forteresses permettant d'en assurer la défense. Certaines d'entre elles comme Pressigny, Étableaux ou Le Châtelier partagent des caractères architecturaux communs ce qui laisse penser que ces travaux ont été coordonnés grâce à une aide technique et financière octroyée par le roi de France.
Le dernier membre de la famille de Pressigny, Guillaume IV, meurt en 1300.

### La baronnie
Le château entre par alliance dans la famille de Craon en 1301. En 1392, Guillaume III de Craon rend hommage au roi pour sa baronnie de Pressigny, dont c'est la première mention.
Aux Craon firent suite, également par mariage, au début du XVe siècle, les Chabot. Vers 1454, la terre fut achetée par Bertrand de Beauvau, et en 1501 par René de Prie.

### La Renaissance
Après 1523 se succédèrent comme propriétaires du lieu les Savoie de Villars, La Baume, d'Averton, Brulart de Sillery, Bertrand, Masson de Maison-Rouge. Enfin les Gilbert de Voisins en la personne d'Alexandre, premier président du Parlement de Paris, à qui il fut confisqué en 1789. Lui-même fut guillotiné en 1793. Cette vieille famille portant d'azur à la croix engrêlée d'argent, cantonnée de quatre croissants d'or.
La ville du Grand-Pressigny portait pour armoiries : « D'argent à la fasce de gueules ».

### Époque contemporaine
Le château bénéficie de multiples protections au titre des monuments historiques : classement en 1886 pour les restes du château, classement en 1907 pour le pavillon du puits, inscription en 1927 pour l'entrée de la grotte sculptée, classement en 1938 pour le donjon, le nymphée de l'ancien parc en 1998.

## Description
Le château est composé de deux parties distinctes et d'époques différentes construites sur le bout d'un éperon rocheux : tout d'abord le donjon — partie la plus ancienne et qui s'effondra partiellement le matin du 6 février 1988 — d'une hauteur de 35 m, qui surplombe le logis de style Renaissance, érigé au XVIe siècle, se trouvant au centre de la forteresse.
Les étages du donjon étaient desservis par un escalier en vis très étroit. Le sommet du vieux donjon roman est à la fin du XIVe siècle sommé d'une couronne de mâchicoulis.

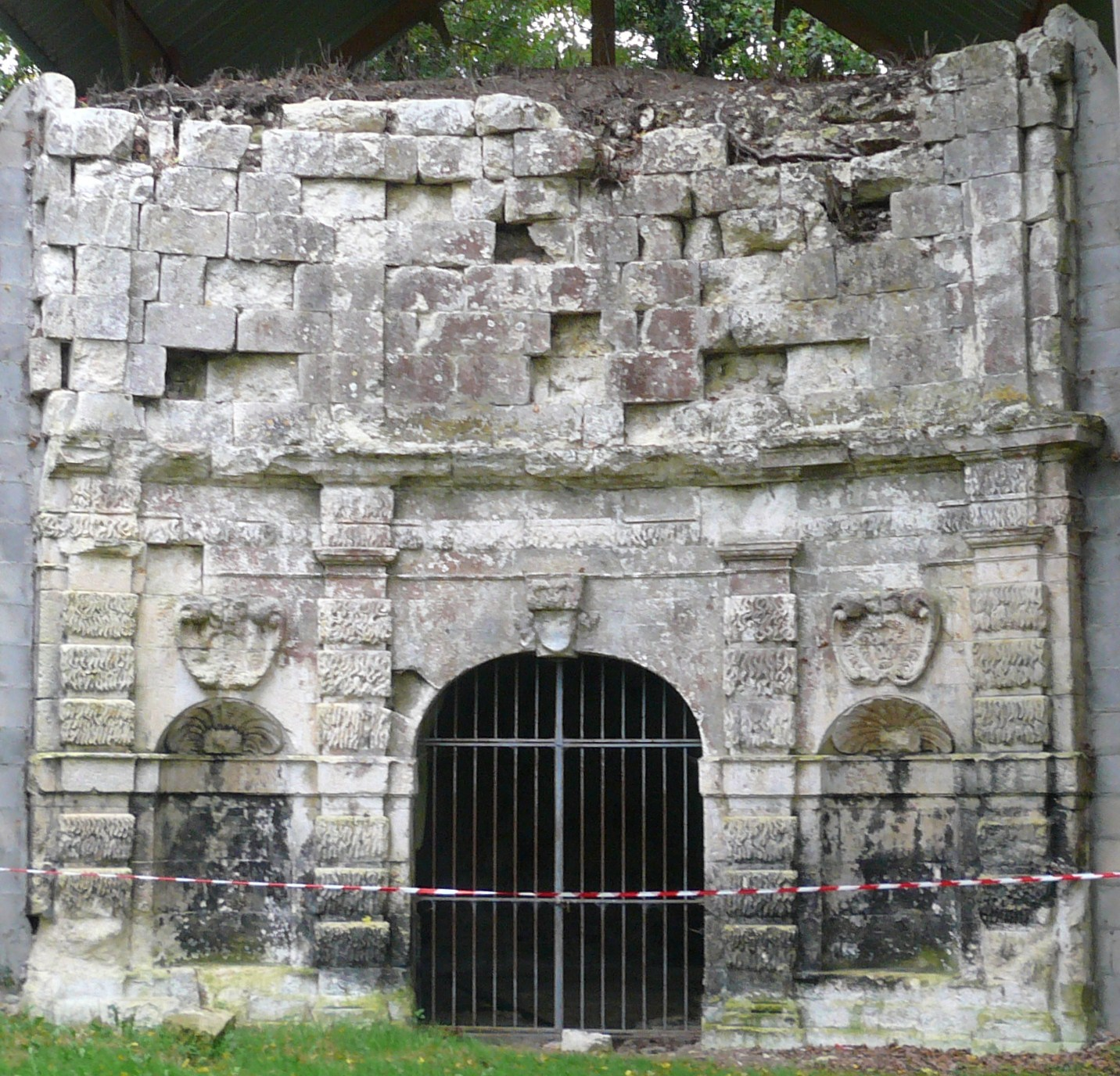
Le nymphée construit par Honoré de Savoie-Villard.
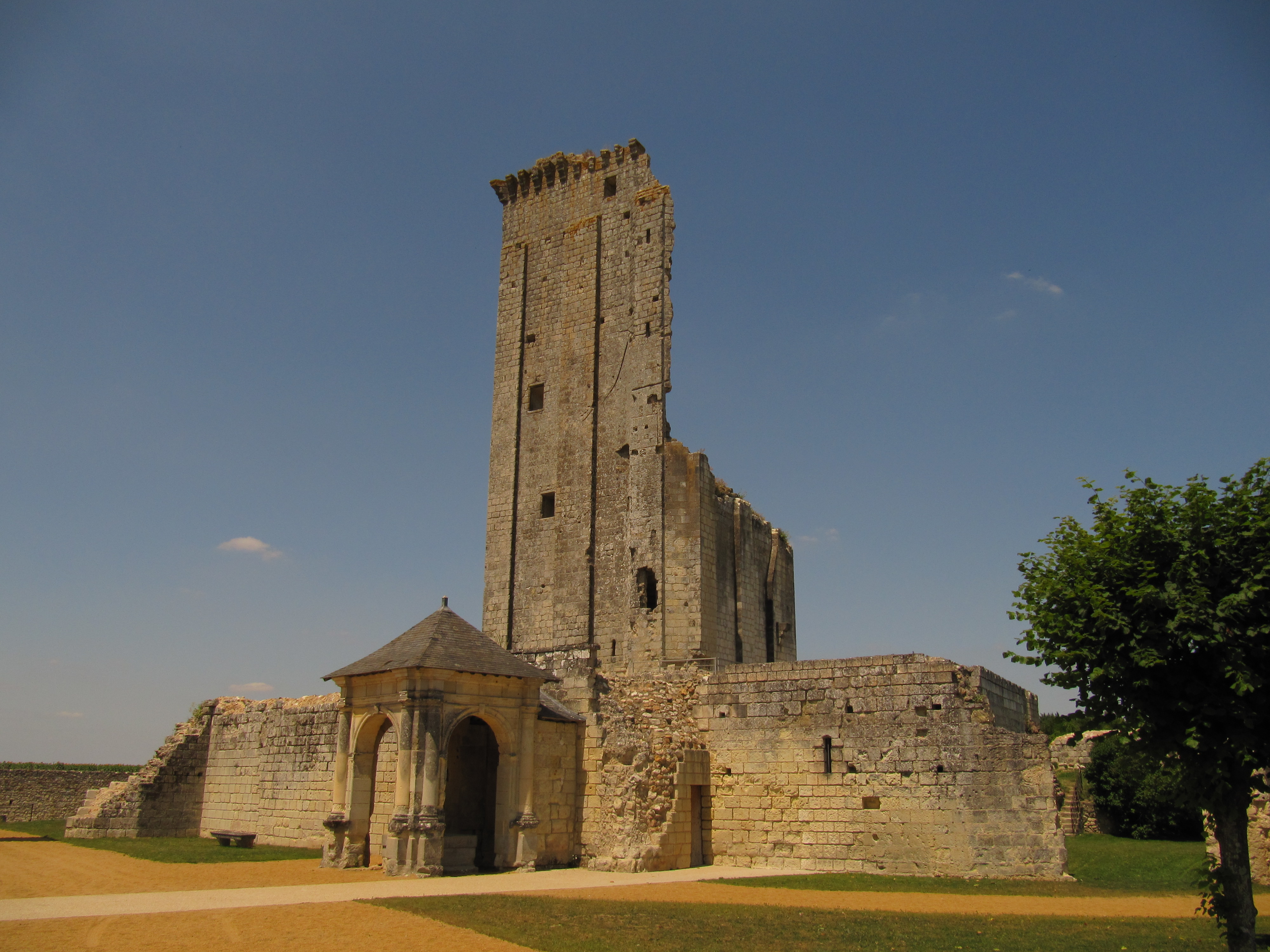
Les ruines du donjon et de son enveloppe.

## Musée de la préhistoire

Vue d'ensemble des bâtiments du musée de la préhistoire.

La galerie Renaissance du château abrite le musée départemental de préhistoire du Grand-Pressigny depuis 1955. En septembre 2009, l'achèvement d'un bâtiment contemporain dessiné par l’architecte allemand Bernd Hoge complète désormais le site au sein duquel s'effectue la visite.
Ce musée rassemble des collections issues des cultures successives de la région et ce, depuis le Paléolithique moyen, soit environ 100 000 ans avant notre ère. La période la préhistoire couverte par cette collection s'arrête à l'âge du bronze — entre 1 400 et 1 800 ans avant notre ère — qui correspond à la disparition du silex dans les matériaux utilisés par l'homme.
Une attention particulière se porte sur les quantités quantitativement et qualitativement importantes des outils ayant été fabriqués à base de silex, pierre abondante dans les environs. En effet, les environs du Grand-Pressigny sont reconnues comme étant un haut-lieu de l'industrie lithique à base du silex local, sur une période commençant au Paléolithique et poursuivie au Néolithique jusqu'à l'utilisation des métaux.